# Бадис ибн Хаббус
Бадис ибн Хаббус (араб. باديس بن حبوس‎; ок. 1002 — 30 июня 1073, Гранада) — правитель тайфы Гранада (1038—1073) из династии Зиридов.

## Биография
Бадис ибн Хаббус происходил из берберской династии Зиридов, был сыном Хаббуса аль-Музаффара, правителя тайфы Гранада. После смерти отца унаследовал его земли, но столкнулся с заговором, который был организован его двоюродным братом Ядиром бен Хубасой. Бадис был предупреждён о заговоре, а Ядир бежал из Гранады, но вскоре был арестован.
В августе 1038 года его войска нанесли поражение армии правителя Альмерии Зухайру, в результате битвы Зухайр был убит, а его владения разделены между соседними правителями. В последующие годы Бадис совершил военные походы против многих правителей мусульманской Испании, присоединив в 1057 году к своим владениям Малагу, в которой была перестроена цитадель и обновлены городские стены вокруг города.
В период его правления, 30 декабря 1066 года, произошла резня евреев в Гранаде, в ходе которой был убит визирь Юсуф ибн Нагрела и более 4000 евреев, населявших город. Поводом в резне послужили обвинения в адрес Юсуфа в государственной измене и попытке захвата власти.
Скончался 30 июня 1073 года в Гранаде; после его смерти тайфа была разделена между двумя внуками Тамимом и Абдаллахом.